# Piperinezuur
Piperinezuur is een monocarbonzuur met de formule C12H10O4. Bij kamertemperatuur bestaat piperinezuur als een kleurloze kristallijne stof die zeer snel geel verkleurt wanneer deze wordt blootgesteld aan licht. De voornaamste toepassing van piperinezuur is die van intermediair van andere stoffen, zoals heliotropine. De stof is een krachtige antioxidant en bezit sterke antibacteriële eigenschappen.

## Bereiding
Piperinezuur wordt voornamelijk verkregen door de base hydrolyse van piperine, een alkaloïde die een van de hoofdbestanddelen is van de peperkorrel. Piperine in oplossing wordt gereageerd met een sterke base, zoals kaliumhydroxide om kaliumpiperonaat te vormen. De sterk basische oplossing wordt vervolgens zuur gemaakt met behulp van een zuur zoals waterstofchloride. Een bijproduct van deze methode is piperidine.